# تن مولدر
تن مولدر (هلندی: Teun Mulder؛ زادهٔ ۱۸ ژوئن ۱۹۸۱) دوچرخه‌سوار اهل هلند است.
وی در مسابقات کشوری و بین‌المللی در مجموع برندهٔ ۳ مدال طلا، ۵ مدال نقره، ۴ مدال برنز شده‌است.